# Brugine
Brugine là một đô thị thuộc tỉnh Padova vùng Veneto, nằm cách khoảng 50 km về phía tây của Venezia và cách khoảng 25 km về phía tây của Padova. Tại thời điểm ngày 31 tháng 12 năm 2004, đô thị này có dân số 6.579 người và diện tích 19,6 km².
Đô thị Brugine bao gồm các frazione (các đơn vị cấp dưới) Campagnola.
Brugine giáp các đô thị: Bovolenta, Legnaro, Piove di Sacco, Polverara, Pontelongo, Sant'Angelo di Piove di Sacco.
Đây là nơi sinh của nhà thiết kế Renzo Rosso.